# Шеталиште
Шеталиште је уређена урбана саобраћајница дизајнирана и намењена за пешаке, са првенственом наменом за рекреативну употребу.